# Tomás Capogrosso
Tomás José Capogrosso (Rosario, 8 september 2002) is een Argentijns volleyballer en beachvolleyballer.

## Carrière
In de zaal won Capogrosso met de nationale ploeg onder 19 in 2019 een bronzen medaille op het wereldkampioenschap in Tunis. Op het strand debuteerde hij in 2021 met Bautista Amieva in de FIVB World Tour. Het duo deed mee aan vier toernooien en behaalde een derde plaats in Apeldoorn. Daarnaast eindigden ze als vijfde bij de Pan-Amerikaanse Jeugdspelen in Cali. Het jaar daarop wisselde hij van partner naar zijn oudere broer Nicolás Capogrosso met wie hij aan negen reguliere toernooien in de Beach Pro Tour – de opvolger van de World Tour – deelnam. Ze behaalden een tweede plaats in Dubai en negende plaatsen in Espinho, Agadir, Dubai en Uberlândia. Daarnaast deden ze mee aan de wereldkampioenschappen in Rome waar ze in de tussenronde werden uitgeschakeld door de Chileense neven Esteban en Marco Grimalt. Bij de Zuid-Amerikaanse Spelen in Asuncion eindigden de broers als tweede, nadat ze in de finale opnieuw van de Chileense neven verloren. In de Zuid-Amerikaanse competitie waren Capogrosso en Capogrosso verder goed voor twee overwinningen (Mollendo en Cochabamba) en twee tweede plaatsen (San Juan en Viña del Mar).
Het jaar daarop begonnen ze met een eerste en tweede plaats (resp. San Juan en Rancagua) in het Zuid-Amerikaanse circuit. Bij negen toernooien in de Pro Tour kwamen ze niet verder dan twee negende plaatsen. Bij de WK in Tlaxcala werden ze in de zestiende finale uitgeschakeld door de Italianen Samuele Cottafava en Paolo Nicolai. Bij de Pan-Amerikaanse Spelen in Santiago gingen de broers als groepswinnaar door naar de kwartfinale. Die verloren ze van het Braziliaanse duo André Loyola en George Wanderley en uiteindelijk eindigden ze op de achtste plaats. In het seizoen 2023/24 van de Zuid-Amerikaanse competitie kwamen ze bij zeven toernooien tot twee tweede (Cayenne en Cochamba) en twee derde plaatsen (Rancagua en Montevideo). Bij het olympisch kwalificatietoernooi in Iquique eindigden de broers als tweede, waardoor ze zich niet voor Olympische Spelen in Parijs plaatsten. In de mondiale competitie deed het duo in het seizoen 2024 mee aan acht toernooien. Ze wonnen een zilveren medaille bij het Elite16-toernooi van Rio de Janeiro achter de Engelse broers Javier en Joaquin Bello en eindigden. In Stare Jabłonki en João Pessoa eindigden ze als vierde en in Hamburg als vijfde.
Het jaar daarop begonnen de broers in januari met een overwinning in Chapadmalal in het continentale circuit en in maart met een tweede plaats bij het Elite16-toernooi van Quintana Roo. In Saquerema en Brasilia bereikte het tweetal vervolgens de kwartfinales.

## Palmares
Kampioenschappen zaal
- 2019:  WK U19

Kampioenschappen beach
- 2022:  Zuid-Amerikaanse Spelen

FIVB World Tour
- 2021:  1* Apeldoorn

Beach Pro Tour
- 2022:  Dubai Challenge
- 2024:  Elite16 Rio de Janeiro
- 2025:  Elite16 Quintana Roo